# فرمرینامور
فرمرینامور (به لاتین: Fremrinámur) یک کوه در ایسلند است. فرمرینامور ۹۳۹ متر بالاتر از سطح دریا واقع شده‌است.